# Битва при Хагельберге
Битва при Хагельберге (нем. Schlacht bei Hagelberg) — одно из сражений Войны шестой коалиции, произошедшее 15 (27) августа 1813 года между французской армией и русско-прусскими войсками близ Хагельберга (нем. Hagelberg).

## Расстановка сил к началу битвы
В начале августа 1813 года, с окончанием летнего перемирия между союзниками по коалиции и Наполеоном, обеспечение правого фланга Северной армии союзников и наблюдение за гарнизоном Магдебурга было возложено на тринадцатитысячный прусский отряд генерала Карла Фридриха фон Гиршфельда. Выдвинув к Кёнигсборну четырёхтысячный отряд генерала Путтлица, Гиршфельд с остальными силами расположился у Саармунда.

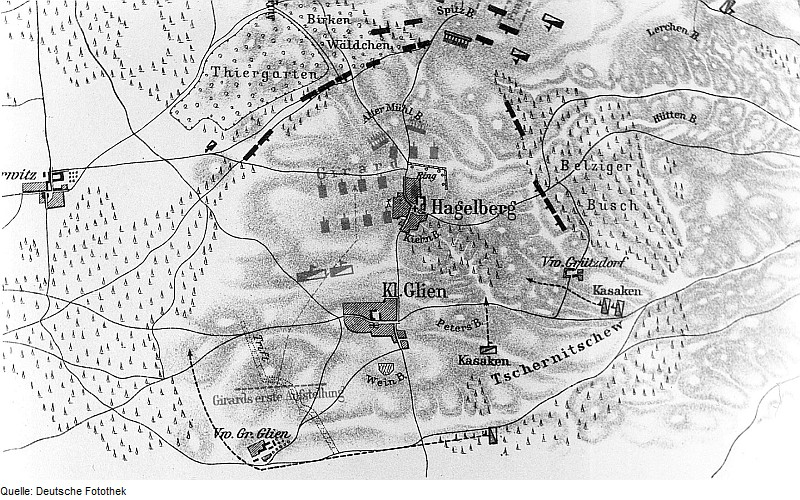
Диспозиция

Между тем, для содействия наступлению французских войск под командованием Никола Шарля Удино к Берлину, магдебургский комендант выслал для связи с ним отряд дивизионного генерала Жана-Батиста Жирара (12 тысяч человек и 22 орудия), в котором лишь около 5 тысяч пехотинцев и артиллерия были сформированы из французов, а остальные были иностранцы. Путтлиц отошёл к Бранденбургу; 13 августа туда же прибыли и главные силы Гиршфельда.
Жирар, чтобы сблизиться с армией Удино, перешёл 13 августа в окрестности города Бельцига, занятого летучим отрядом полковника Чернышёва (5 казачьих полков, 2000 человек). Одновременно с передвижением французского отряда Гиршфельд перешёл в Гольцову. 14 августа Жирар подошёл к городу с четырьмя батальонами, 2 эскадронами при четырёх орудиях. Остальные силы французов стали у Любница, фронтом к этой деревне, по обе стороны дороги из деревушки Бенкен. В этот же день Гиршфельд передвинулся к Герцке. Таким образом французы оказались между отрядами Чернышова и Гиршфельда. Обратив исключительное внимание к стороне Бельцига, Жирар ничего не знал о появлении к тылу у него прусского отряда, а Гиршфельд, имея точные сведения о противнике, не был извещен о прибытии отряда Чернышова.

## Ход сражения

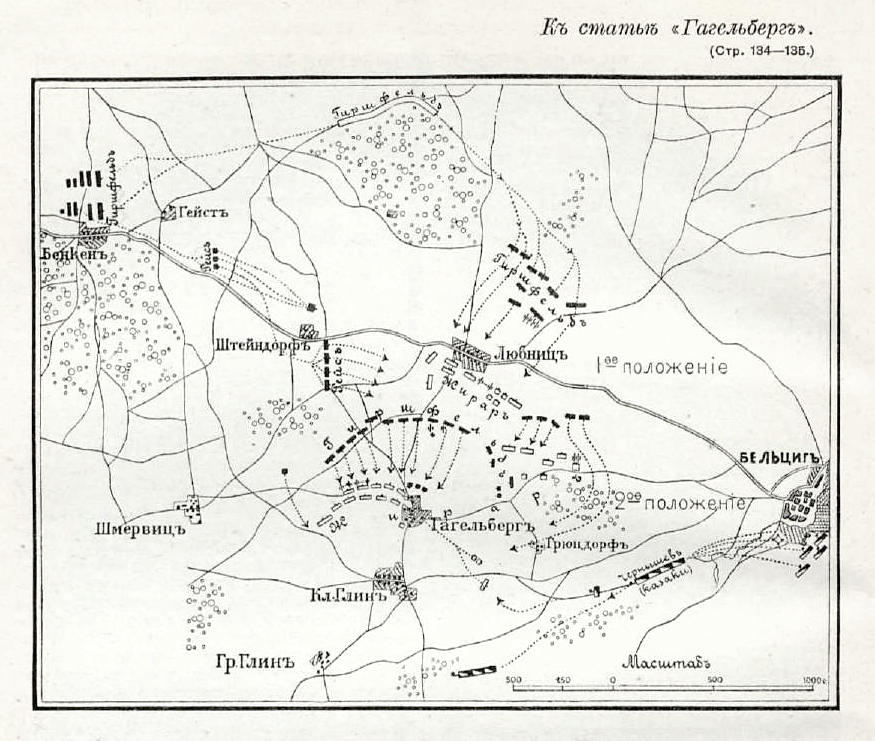
Карта сражения из статьи «Гагельберг»
(«Военная энциклопедия Сытина»)

На рассвете 15 августа Гиршфельд двинулся двумя колоннами к Бенкену, откуда с небольшим разъездом выехал к Штейндорфу для разведки. Несмотря на полную беспечность противника к стороне Бенкена, Гиршфельд, вместо быстрого движения к Любницу и неожиданной атаки неприятеля, решает совершить обход и атаковать французов в их левый фланг. Подполковнику Рейссу приказано было с тремя батальонами, 1 эскадроном и 1 орудием двинуться вдоль опушки леса к Штейндорфу и тревожить врага с фланга и тыла. Остальные войска (15 батальонов, 11 эскадронов пруссаков и 10 русских орудий) пошли влево через лес.
Около 13 часов пруссаки начали дебушировать из леса. Жирар, между тем, успел осадить левый фланг и построить его фронтом к лесу. Бой завязала прусская кавалерия полковника Бисмарка, неожиданно атаковавшая французскую конницу, которая и была опрокинута за свою пехоту. Вслед за тем русская батарея открыла огонь по деревне Любниц и вскоре подожгла её; тогда 5 батальонов пруссаков двинулись в атаку и овладели Любницем.
Жирар отошёл к Хагельбергу, где и занял новую позицию; для обеспечения своего правого фланга и с целью угрожать тылу пруссаков, Жирар занял Бельцигскую рощу войсками, наблюдавшими за Чернышёвым. Заняв Любниц, пруссаки продолжали наступление и атаковали французов, занимавших высоты у Хагельберга.

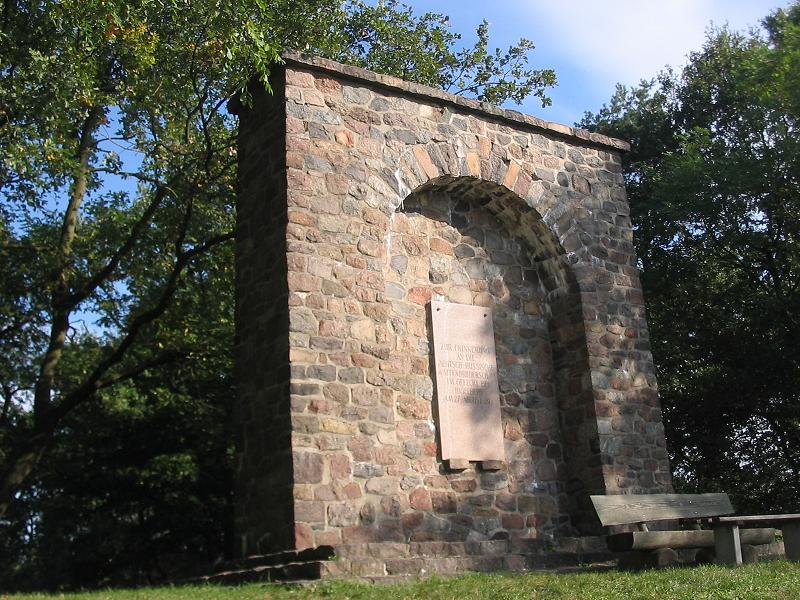
Монумент в память о сражении.

Огонь французской артиллерии и проливной дождь, помешавший прусской пехоте стрелять, вынудили последних отступить. На левом фланге их дело также приняло неблагоприятный оборот, несмотря на то, что здесь Гиршфельд располагал двойным превосходством сил. В это время в тылу французов появился казачий отряд Чернышёва. Жирар стал сосредоточиваться к Хагельбергу, чем и облегчил левому флангу пруссаков занятие Бельцигской рощи; пройдя эту рощу, пруссаки оказались в тылу противника.
Французы картечью заставили их очистить Хагельберг; отступавших пруссаков преследовало два батальона, которые вскоре переменили направление вправо на Грюцдорф, куда Жирар послал ещё 3 эскадрона и несколько орудий с целью задержать наступление казаков. В то же время 1 прусский батальон, выйдя из Бельцигской рощи, двинулся к Хагельбергу. Французские батальоны, направлявшиеся к Грюцдорфу, оказались окруженными прусской пехотой и сложили оружие (33 офицера и 1.320 нижних чинов).
Гибель правого фланга французов внесла смятение и в остальные части отряда. Пруссаки перешли в общее наступление. Весь боевой порядок пруссаков двинулся к Хагельбергу. Французы встретили атаку ружейным огнём, но так как после проливного дождя ружья намокли, дело решалось штыками и прикладами. Французы защищались упорно.

## Результаты
После 18 часов войска Жирара, получившего тем временем тяжелое ранение, стали отступать к Магдебургу и Виттенбергу. Энергичное преследование не состоялось из-за общего утомления пруссаков. Эту роль взяли на себя казаки. Французы, пытаясь остановить преследование, задерживались у Клейн-Глина и у Гросс-Глина, но безуспешно. Казаки преследовали до ночи и захватили в Визенбурге несколько сот пленных.
Потери отряда генерала Жирара составили свыше 4000 убитыми, 5000 пленными, 7 орудий, 20 зарядных ящиков и весь обоз. Пруссаки взяли в плен 70 офицеров, 3000 нижних чинов, 6 орудий, 17 зарядных ящиков, а казаки Чернышова — 60 офицеров, около 2000 рядовых, 1 орудие, 3 зарядных ящика. Пруссаки потеряли около 2000 человек, из них 39 офицеров.